# Innokenti Fedenev
Innokenti Pavlovich Fedenev (en ruso: Иннокентий Павлович Феденев) fue un viejo bolchevique. Proveniente de Irkutsk, Fedenev nació en 1878. Comenzó a trabajar en las minas de Lena en 1897. Fedenev se unió al Partido Obrero Socialdemócrata Ruso en 1904. Pasó largas temporadas en prisiones zaristas y fue exiliado.
Fue delegado en el Primer Congreso de los Sóviets de Diputados Obreros y Soldados de toda Rusia. Fue elegido miembro de la Asamblea Constituyente Rusa de la circunscripción del Frente Occidental a fines de 1917. El 26 de noviembre (9 de diciembre) de 1917 fue nombrado Comisario del Pueblo de Finanzas del Obliskomzap.
Después de la Revolución de Octubre, fue enviado a Minsk, Tambov y Járkov para trabajar en el partido. En la década de 1920 trabajó en Moscú. Fue el organizador y primer presidente de la Inspección de Trabajadores de Moscú.
En 1926 fue enviado al sanatorio Mainak en Eupatoria, para el tratamiento de la mala salud causada por el encarcelamiento y el exilio. En el sanatorio se hizo amigo de Nikolái Ostrovski, un joven veterano de la guerra civil con ambiciones literarias. Fedenev se convirtió en mentor de Ostrovski. En 1932 ayudó a Ostrovski a publicar la novela Así se templó el acero en Molodaya gvardiya. Ostrovski modeló uno de los personajes de la novela basada en Fedenev: 'Ledenev', que actúa como mentor del protagonista principal, Pavel Korchagin.
En octubre de 1941, Fedenev regresó a Irkutsk, donde trabajó en una fábrica de municiones. Se mantuvo activo en actividades culturales, participando en encuentros con estudiantes de la Universidad Estatal de Irkutsk. Murió en 1946.